# Valeri Krykov
Valeri Krykov, född 6 november 1967 i Helsingfors, är en finländsk före detta professionell ishockeyspelare.